# Cegielnia (Zabrnie)
Cegielnia – część wsi Zabrnie w Polsce, położona w województwie podkarpackim, w powiecie mieleckim, w gminie Wadowice Górne.
W latach 1975–1998 Cegielnia należała administracyjnie do województwa tarnowskiego.